# Брюннский марш смерти
Брюннский марш смерти (нем. Brünner Todesmarsch) — мероприятия чехословацкой администрации по выселению этнического немецкого населения города Брно (Моравия) и близлежащих деревень в Австрию, организованные в ночь с 30 на 31 мая 1945 года. Также известен как «марш смерти из Брно», согласно чешскому названию города.

## Предыстория
В межвоенной Первой Чехословацкой республике значительный политический и культурный вес имело немецкое меньшинство (с 1930-х годов ко всем немцам Чехословакии стало применяться название судетские немцы по наименованию горной Судетской области, где доля немцев была примерно 80—90 %, хотя чехословацкие немцы жили не только там). Наиболее крупной и влиятельной немецкой партией была Судетская немецкая партия Конрада Генлейна, сотрудничавшая с гитлеровской Германией и как минимум с начала 1938 года выступавшая как «пятая колонна» нацизма. В 1938 году по Мюнхенскому соглашению Судетская область была присоединена к гитлеровской Германии. В марте 1939 года прекратила существование Чехословакия; чешские и моравские области стали протекторатом Германии, Словакия стала отдельным сателлитом гитлеровской Германии, часть словацкой территории с преобладающим венгерским населением вошла в состав хортистской Венгрии. Всё это время правительство Чехословакии во главе с Бенешем находилось в эмиграции в Лондоне и с начала Второй мировой войны стало считаться союзными державами законным правительством в изгнании.
Согласно декрету Бенеша о лишении гражданства от 2 августа 1945 года, «граждане Чехословакии немецкой или венгерской национальности, которые (ранее) получили по распоряжению оккупационных властей немецкое или венгерское гражданство, в день получения такого гражданства утратили право на гражданство Чехословакии». Фактически это условие относилось к подавляющему большинству немцев и венгров Чехословакии, в частности, ко всем немцам Судет (которые в 1938—1945 годах были гражданами Германского рейха и жили на его территории). В 1945—1946 годах из Чехословакии было изгнано более 3 миллионов человек.
Несмотря на распоряжения Бенеша, произнесённые им в речи ко Временному национальному собранию 28 октября 1945 года, согласно которым, «перемещение немецкого населения, разумеется, должно производиться ненасильственно и не по-нацистски», изгнание немцев из Чехословакии в ряде случаев нередко сопровождалось убийствами и издевательствами над мирным населением.

## Ход действий в Брно
Депортируемых немцев направляли пешком и на грузовиках в сторону Порлица (нем. Pohrlitz; чеш. Pohořelice — Погоржелице) на чехословацко-австрийской границе. Длина пути составила около 55 км. Согласно рассказам выживших (в частности, Элизабет Фогель), вдоль всего протяжения пути по обочинам лежали тела умерших детей, женщин и стариков, мимо которых брели обессиленные люди.
Среди депортируемых в основном были женщины, дети и старики, так как большая часть мужского населения находилась в плену. Число депортированных оценивается по-разному; согласно чешским данным, оно составляет примерно 27 тыс. человек, то есть, около половины довоенного немецкого населения Брно (53 тыс.). Советская администрация, контролировавшая граничащий с Моравией сектор Австрии, запретила депортируемым сразу переходить границу в Австрию, и их первоначально разместили в лагере под Погоржелице. Здесь на кладбище в братской могиле похоронено 890 человек, умерших в основном от дизентерии.
Число жертв депортации оценивается по-разному. Немецкая сторона оценивает его в 4—8 тыс. погибших, чешская сторона называет 1691 жертву. Исследования 1990-х годов говорят о 5,2 тыс. жертв.

## Декларация о примирении
19 мая 2015 депутаты Брно в рамках 70-летия окончания Второй мировой войны приняли «Декларацию о примирении и общем будущем». За принятие декларации голосовали депутаты ANO, КДУ-ЧСЛ, партия Зелёных и шесть представителей группы Žít Brno. К коалиции также присоединились оппозиционный ТОП 09. Партии ODS и ČSSD не голосовали, четверо представителей коммунистической партии голосовали против. Против высказались и гетман, и заместитель гетмана Южноморавского края. Декларация вызвала значительный интерес со стороны общественности Германии и Австрии.

Город Брно искренне сожалеет о событиях 30 мая 1945 и последующих дней, когда тысячи людей были вынуждены покинуть город на основании принципа коллективной вины или используемого языка. Понимаем, какие последовали людские трагедии и культурные и общественные жертвы. Выражаем надежду, что осознание исторических событий и их последствий помогут предотвратить подобные события в Брно в будущем, и что события мая 1945 сохранятся в памяти как печальные события. Выражаем также пожелание, чтобы все прошлые обиды могли быть прощены...
Оригинальный текст (чешск.)Město Brno upřímně lituje událostí z 30. května 1945 a dní následujících, kdy byly přinuceny k odchodu z města tisíce lidí na základě uplatnění principu kolektivní viny či užívaného jazyka. Uvědomujeme si, k jakým lidským tragédiím i kulturním a společenským ztrátám tehdy došlo. Vyjadřujeme naději, že na základě znalosti historických událostí a jejich důsledků už nebude možné, aby se v Brně podobné věci opakovaly, a že události z května roku 1945 udržíme v paměti jako neblahé memento. Vyjadřujeme také přání, aby všechny minulé křivdy mohly být odpuštěny a abychom se nezatíženi minulostí a ve vzájemné spolupráci obraceli ke společné budoucnosti.